# Orangerie (Kassel)

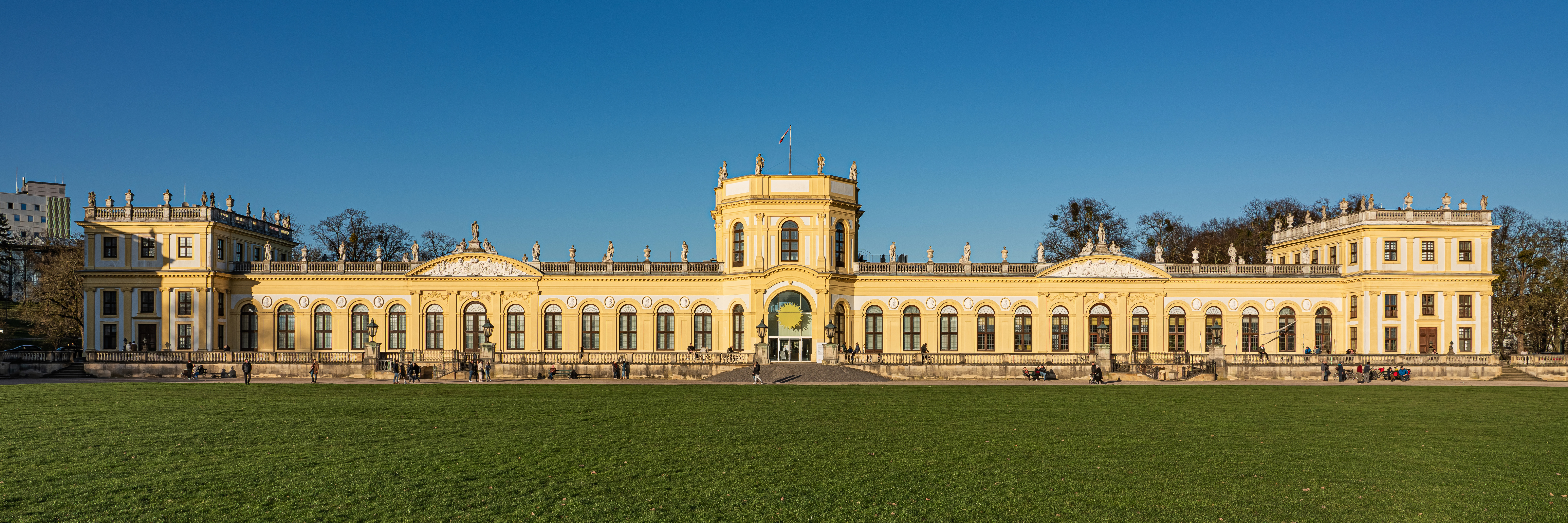
Ansicht der Orangerie von der Karlsaue

Die Orangerie ist ein ehemaliges Pflanzenhaus an der Karlsaue in der hessischen Stadt Kassel. Die barocke Einflügelanlage wurde ab 1701 im Auftrag des Landgrafen Karl von Hessen-Kassel nach Entwurf des Baumeisters Johann Konrad Giesler errichtet, 1943 zerstört und bis 1981 wiederaufgebaut. Zum Ensemble gehören auch der östliche Küchenpavillon und das westliche Marmorbad.

## Baugeschichte

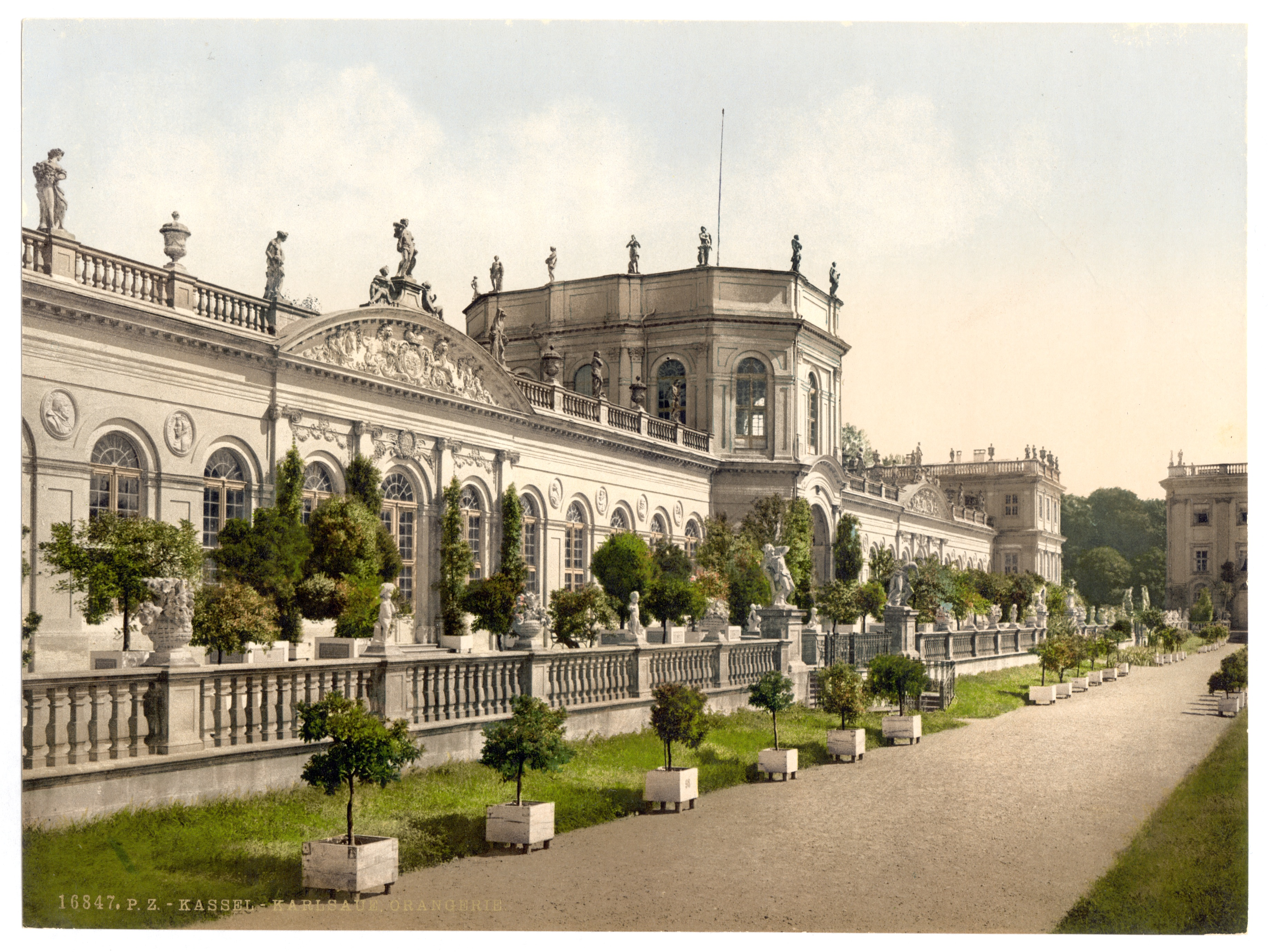
Orangerie um 1900

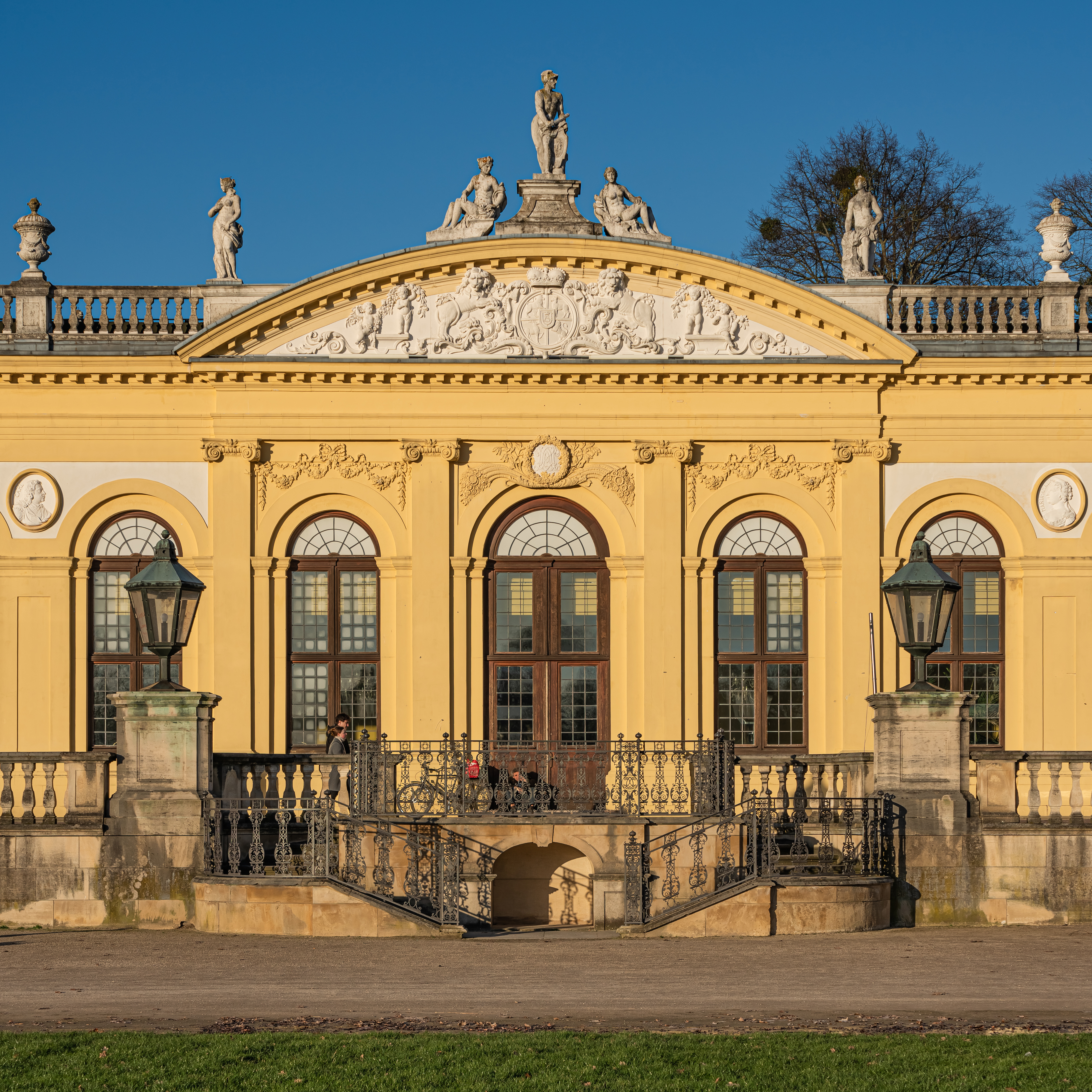
Fassadendetail

Auf dem Gelände der heutigen Orangerie und der angrenzenden Hessenkampfbahn wurde 1568 ein ummauerter Schlossgarten durch Wilhelm IV. angelegt, mit einem kleinen Lustschloss am Südende. Sein Nachfolger Landgraf Moritz gestaltete den Garten Anfang des 17. Jahrhunderts um. Die heutige Orangerie wurde unterhalb bzw. rund 400 m südlich des ehemaligen Stadtschlosses nahe dem westlichen Fuldaufer erbaut. Der Barockbau entstand 1701 bis 1711 unter Landgraf Karl von Hessen-Kassel nach französischen Vorbildern, als Architekt gilt der landgräfliche Hofbaumeister Johann Konrad Giesler. Das Hauptgebäude ist 139,40 Meter lang und als niedriger Bau mit einem höheren, zweigeschossigen Mittelteil und zwei höheren, dreigeschossigen Eckpavillons ausgeführt worden. Die Architektur des Bauwerks wird in der barocken Gartenarchitektur der Karlsaue fortgesetzt.
Im Obergeschoss des Mittelbaus befand sich der reich gestaltete Apollosaal. Bezeichnend ist, dass er nur über das offene Dach zu erreichen war; eine Treppe existierte nicht. Der darunterliegende, einst offene Tordurchgang der Orangerie verband die sogenannte Voraue (heutige Hessenkampfbahn) und den übrigen Park miteinander. Die Hauptachse des großen Barockgartens strich damit durch das Gebäude hindurch. Landgraf Karl plante, das Hauptgebäude der Orangerie mit mehreren, etwas abseits stehenden Pavillonbauten zu säumen. Zu seinen Lebzeiten wurde aber nur das Marmorbad im Jahr 1722 am westlichen Ende der Orangerie ausgeführt, ein Prunkgemach, das außer zur Präsentation zahlreicher Marmorbildwerke von Pierre-Étienne Monnot keinem praktischen Zweck diente und heute im Rahmen von Führungen besichtigt werden kann. Erst 1765 wurde durch den Bau des Küchenpavillons, der dem Marmorbad östlich gegenübersteht, durch Simon Louis du Ry die Symmetrie der Anlage wiederhergestellt.
Ab 1830 wurde das Innere durch missglückte Instandsetzungsarbeiten stark beeinträchtigt. Die meisten Stuckarbeiten sowie die Innenausmalung gingen verloren. 1872 wurden die Stuckaturen des Außenbaus gravierend verändert. Unter anderem wurden die barocken Medaillons römischer Kaiser durch Porträts hessischer Regenten ersetzt und die beschädigten Statuen aus den Nischen der Nordseite entfernt. Im Zweiten Weltkrieg wurde die Orangerie bei dem britischen Luftangriff auf Kassel am 22. Oktober 1943 stark beschädigt. Nach den Kriegszerstörungen wurde das äußere Erscheinungsbild der Orangerie bis 1981 wiederhergestellt, wobei an den langen Flügeln die historischen Reste der Südseite durch fehlerhafte Nachbildungen ersetzt wurden. Die Dekorationen der Vorderfront entsprechen lediglich dem Zustand von 1872, das Innere ist vollständig neu gestaltet.

## Nutzungsgeschichte

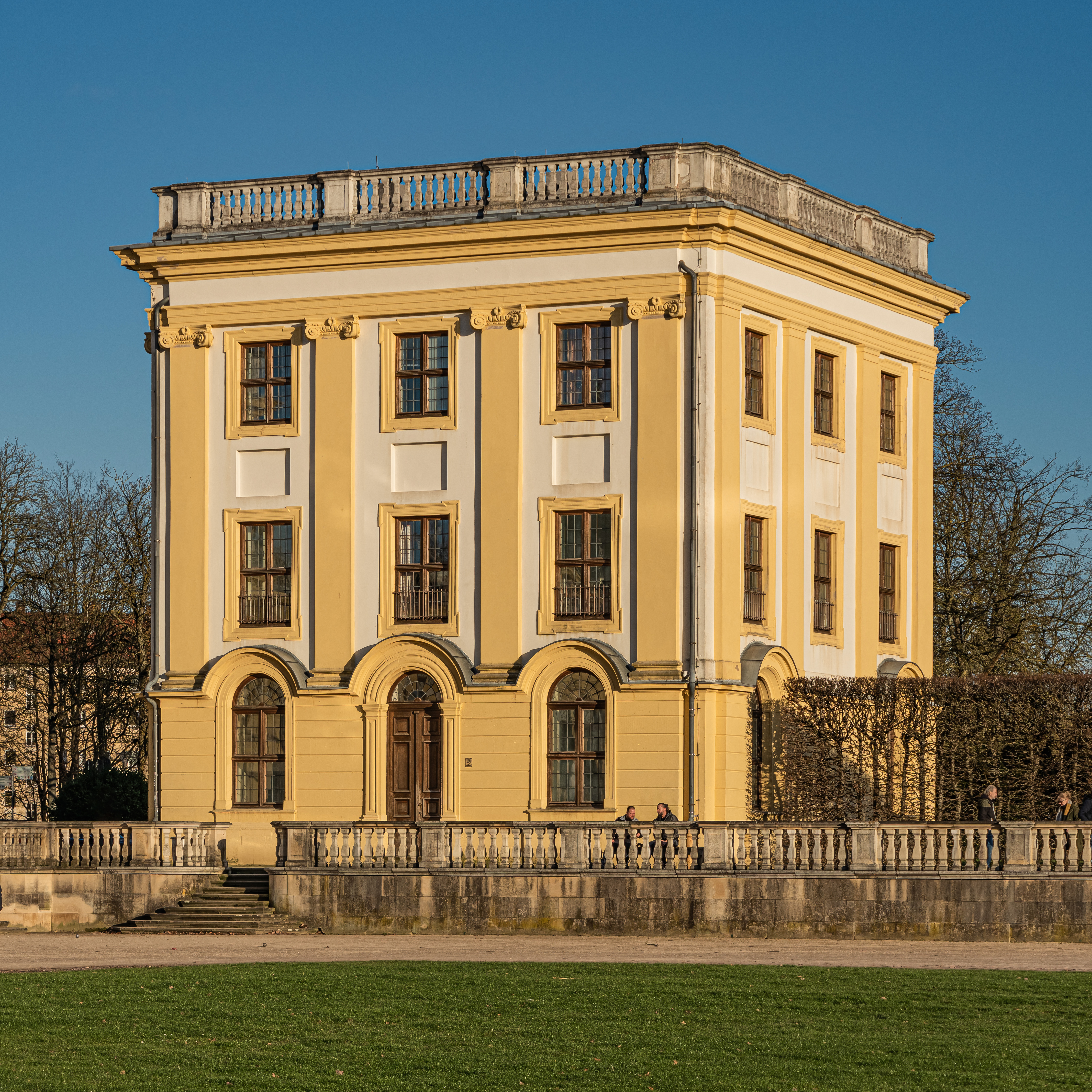
Küchenpavillon

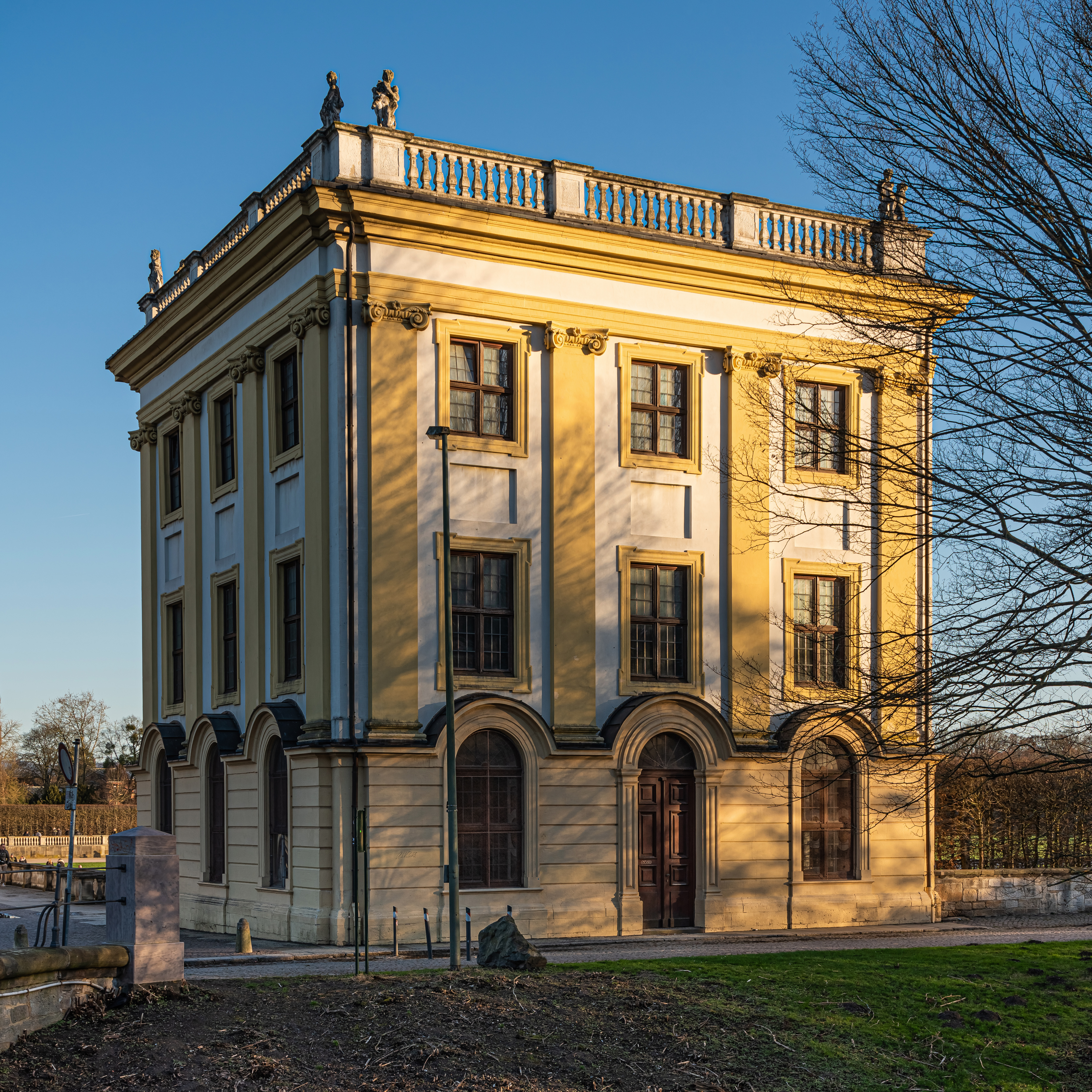
Marmorbad

Zur Zeit der Landgrafschaft Hessen-Kassel dienten die langen Galerien der Orangerie als Festsäle und zugleich als Überwinterungshaus für die im Sommer innerhalb des sogenannten Orangeriegartens aufgestellten Kübelpflanzen. Daraus entwickelte sich die als bedeutend eingestufte Kasseler Orangeriekultur. Die Eckpavillons wurden von der landgräflichen Familie als sommerlicher Wohnsitz genutzt. Nach der Besetzung Kurhessens durch französische Truppen diente die Orangerie zuerst als Lazarett und Magazin. 1808 berief der westphälische König Jérôme Bonaparte hier die Landesstände ein, bevor das Fridericianum zum Palais der Stände umgebaut wurde. Im Jahre 1813 wurde Kassel durch die russische Armee befreit. Das Portal des Marmorbades trägt noch heute die Narben des russischen Granatbeschusses.
Nach der Auflösung der Monarchie und der Gründung des parlamentarisch-demokratischen Freistaats Preußen 1918 wurde der Hauptteil der Orangerie und die Voraue, die 1926 zum Sportplatz Hessenkampfbahn umgebaut wurde, für Industrie-, Gewerbe- und Fachausstellungen genutzt. Die provisorisch gesicherte Kriegsruine der Orangerie diente 1955 als Ausstellungsort für die zweite Bundesgartenschau und die documenta. Anlässlich der documenta 6 im Jahr 1977 wurde das Gebäude Teil der Laserscape-Installation von Horst H. Baumann und Peter Hertha. Die Strahlenfigurationen nehmen die axialen Symmetrien der barocken Anlage der Orangerie, Karlsaue und der Stadt Kassel als solche auf und verbinden sie an besonderen Tagen durch eine nächtliche Illumination.
Heute beherbergt die Orangerie das Astronomisch-Physikalische Kabinett mit darin integriertem Planetarium. Damit wird auf die wissenschaftliche Bedeutung in der Astronomie zu Zeit des Landgrafen Moritz ein Bezug hergestellt. Zu jener Zeit befand sich im ehemaligen Wehrturm in der Stadtbefestigung, dem Zwehrenturm, die erste Einrichtung zur Sternenbetrachtung und Untersuchung astronomischer Phänomene. Dem Museum ist seit 1996 der Planetenwanderweg Karlsaue angegliedert. Die großzügige Terrasse trennt das Gartenschloss von der davor liegenden Karlswiese und wird im Bereich des Küchenpavillons besonders während des Sommers durch Gastronomie genutzt. Seit den 1980er Jahren werden 11 Wohnungen in der Orangerie vermietet.
Während der documenta 12 wurde die Wiese vor der Orangerie für die Ausstellung genutzt, wozu eine 9500 m² große Halle auf der Wiese errichtet wurde. Diese Halle wurde Auepavillon genannt. Auf der Karlswiese vor der Orangerie findet seit 2008 mit dem Sommernachts‐Open‐Air das zweitgrößte Klassik-Open-Air-Konzert von Deutschland statt. Die Verwaltung der Museumslandschaft Hessen Kassel strebt die Wiederaufnahme der Orangeriekultur in Kassel an. Zu diesem Zweck sollen in Zukunft wiederum Zitruspflanzen zumindest in Teilen der Orangerie überwintern und die Räumlichkeiten im Sommer für Veranstaltungen genutzt werden.